# Gliese 433 c
Gliese 433 c (GJ 433 c) è un gigante gassoso in orbita attorno alla stella Gliese 433, a circa 29,5 anni luce dal Sole, nella costellazione dell'Idra.

## Scoperta
La possibile esistenza del pianeta è stata suggerita, con il metodo delle velocità radiali, da Xavier Delfosse dell'Institut de planétologie et d'astrophysique de Grenoble (IPAG) e colleghi di istituti di ricerca astronomica europei nel maggio del 2013, comparando dati ottenuti dagli spettrografi UVES, installato sul Very Large Telescope, e HARPS, installato presso l'Osservatorio di La Silla, dell'ESO. Tuttavia, ritennero che la periodicità osservata potesse dipendere più verosimilmente da una ciclicità dell'attività magnetica della stella (analoga al ciclo undecennale dell'attività solare).
L'esistenza del pianeta è stata confermata nel 2014 da Mikko Tuomi e colleghi, tuttavia, viene segnalata ancora dubbia nel 2018 in una ricerca volta all'individuazione di una cintura asteroidale nel sistema di GJ 433, condotta con il telescopio spaziale Herschel. Al 2019, GJ 433 c è indicato ancora come "candidato" nel database astronomico SIMBAD; viceversa risulta "confermato" nell'Enciclopedia dei pianeti extrasolari.

## Caratteristiche
Il pianeta orbiterebbe attorno alla stella in circa 13 anni, ad una distanza media di 4,7 UA, ovvero quasi 5 volte la distanza media della Terra dal Sole. Il pianeta avrebbe una massa minima di 0,1 masse gioviane, pari a 29 M⊕. Approssimativamente avrebbe quindi una massa del doppio di quella di Urano e meno della metà di quella di Saturno. La sua temperatura di equilibrio sarebbe di circa 50 K (−223,2 °C; −369,7 °F).